# Sárhida, Zala
Sárhida  este un sat în districtul Zalaegerszeg, județul Zala, Ungaria, având o populație de 799 de locuitori (2011). 

## Demografie
Componența etnică a satului Sárhida
     Maghiari (89,1%)
     Romi (10,15%)
     Germani (0,75%)
Componența confesională a satului Sárhida
     Romano-catolici (74,59%)
     Fără religie (2,5%)
     Necunoscută (22,53%)
     Atei (0,38%)
     Alte religii (0,75%)
Conform recensământului din 2011, satul Sárhida avea 799 de locuitori. Din punct de vedere etnic, majoritatea locuitorilor (89,1%) erau maghiari, cu o minoritate de romi (10,15%).  Din punct de vedere confesional, majoritatea locuitorilor (74,59%) erau romano-catolici, cu o minoritate de persoane fără religie (2,5%). Pentru 22,53% din locuitori nu este cunoscută apartenența confesională.